# Cerkiew Świętej Trójcy na Podwalu w Warszawie

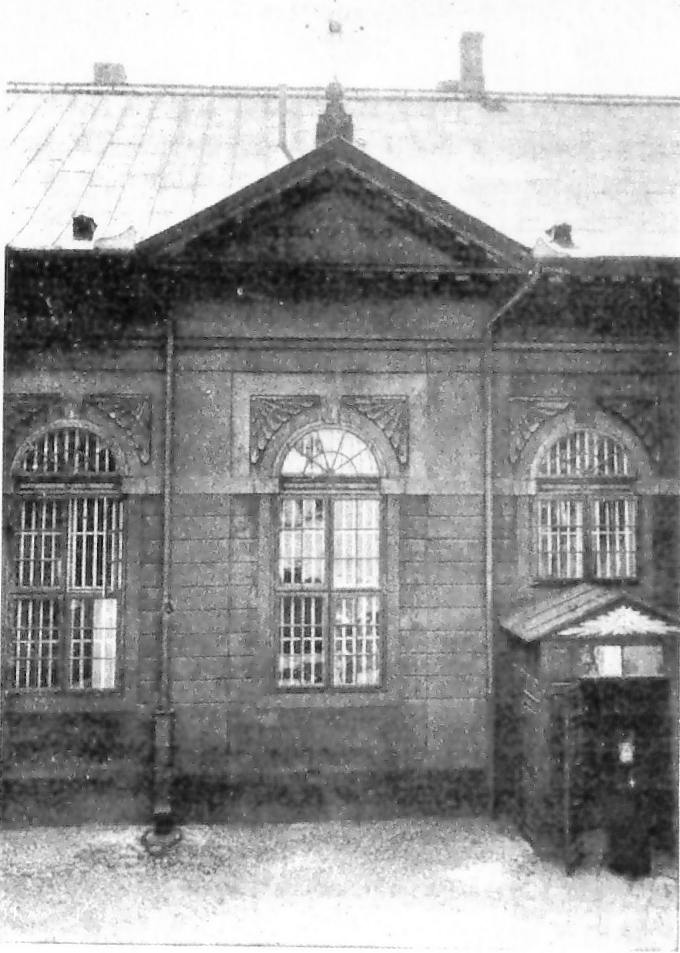
Cerkiew grecka w Warszawie

Cerkiew pod wezwaniem Świętej Trójcy na Podwalu – najstarsza historyczna cerkiew prawosławna na terenie Warszawy, mieszcząca się w budynku przy ulicy Podwale 5. Obecnie cerkiew parafialna (należy do dekanatu Warszawa w diecezji warszawsko-bielskiej Polskiego Autokefalicznego Kościoła Prawosławnego) oraz centrum religijne Ortodoksyjnego Kościoła Koptyjskiego w Polsce. W latach 2002–2012 cerkiew akademicka.

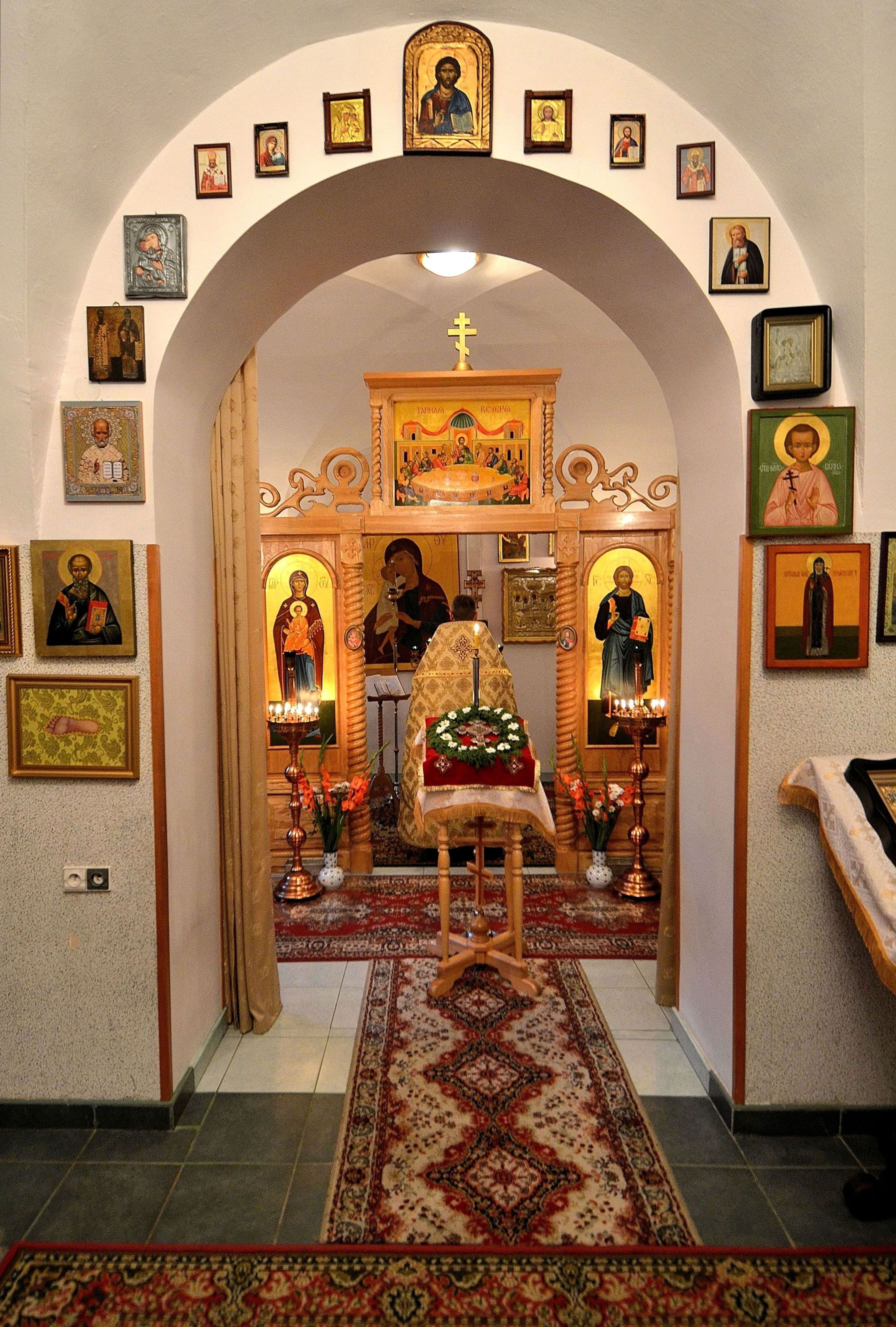
Wnętrze cerkwi

## Historia
W XVII w. pojawiła w Warszawie (tudzież w kilku innych większych miastach ówczesnej Rzeczypospolitej) niewielka kolonia kupców pochodzenia greckiego i serbskiego, którzy uciekli spod jarzma tureckiego. Wielokrotnie zwracali się oni do władz o zgodę na budowę cerkwi, czego im jednak konsekwentnie odmawiano. Możliwość taka pojawiła się po 1768, gdy nastąpiło równouprawnienie innowierców w Rzeczypospolitej. Pierwsza cerkiew w Warszawie powstała jednak dopiero w 1796 w pałacu Sapiehów. Świątynia ta funkcjonowała do 1806, kiedy to wojska napoleońskie zajęły pałac na szpital. Cerkiew tymczasowo urządzono w domu kupca Mikołaja Dadaniego przy ulicy Koziej.
W 1818 z inicjatywy kupców greckich Dobricza, Barącza i Dadaniego zakupiona została kamienica przy ulicy Podwale 5. W jej podwórzu wybudowano kaplicę prawosławną według projektu Jakuba Kubickiego. Był to niski, parterowy, skromnie dekorowany budynek w stylu klasycystycznym na planie prostokąta, kryty jednospadowym dachem. Świątynia trzema ścianami przylegała do sąsiednich budynków, wejście znajdowało się z boku, od strony północno-wschodniej. Świątynię wyposażono w trzyrzędowy ikonostas, w którym umieszczono przypadkowe ikony przywiezione z Grecji lub odkupione od Francuzów wycofujących się z Rosji. W pierwotnej kamienicy urządzono mieszkanie dla proboszcza i pomieszczenia parafialne. Jednakże przez długi czas nie zdołano pozyskać dla wiernych prawosławnych w Warszawie stałego duchownego. Świątynia aż do 1825 podlegała prawosławnym biskupom Bukowiny, później przeszła pod jurysdykcję Rosyjskiego Kościoła Prawosławnego. Przez dwa lata podlegała diecezji mińskiej, od 1827 – wołyńskiej (z siedzibą w Krzemieńcu).
Dopiero w 1828 świątynia otrzymała stałego proboszcza, którym został przysłany z Krzemieńca ks. Teofil Nowicki. Parafia grecka liczyła wówczas zaledwie 62 osoby. W 1832 rząd rosyjski wyasygnował kwotę 6 tysięcy rubli na remont cerkwi i zakup nowych ikon do ikonostasu. W 1834 powstało w Warszawie biskupstwo prawosławne. Do momentu wyświęcenia soboru Świętej Trójcy w 1837 ta skromna, niepozorna cerkiewka pełniła funkcję katedry prawosławnego biskupa warszawskiego. Później funkcjonowała jako cerkiew parafialna.
Po I wojnie światowej cerkiew, nazywana popularnie „Podwałką” (gra słów: nawiązanie do nazwy ulicy i ros. подвал „piwnica”; aluzja do skromnego wyglądu świątyni) pozostała w rękach prawosławnych, służąc głównie porewolucyjnym emigrantom rosyjskim. Proboszczem parafii Świętej Trójcy został mianowany ks. Antoni Rudlewski, poprzednio proboszcz w Łodzi, jeden z nielicznych duchownych prawosławnych, którzy nie ewakuowali się w 1915 i pozostali na ziemiach zaboru rosyjskiego pod okupacją niemiecką. Po jego odejściu na emeryturę w 1937 zastąpił go ks. Aleksander Subbotin. We wrześniu 1939 na cerkiew spadła bomba lotnicza. Wybuchł pożar, który szybko ugaszono. Po prowizorycznym usunięciu zniszczeń świątynia była czynna aż do 1944.
Podczas powstania warszawskiego została doszczętnie zniszczona wraz z całą Starówką. Od 24 do 31 sierpnia broniły jej oddziały batalionu „Gustaw”, w tym patrol sanitarny „Ewa–Maria”, który ze względu na niemożność opanowania pożaru cerkwi opuścił ją i ewakuował się kanałami. Podczas bombardowania w gruzach domu proboszcza zginął wikariusz parafii Świętej Trójcy ks. Jerzy Łotocki wraz z żoną, synem i teściową. Ostatni proboszcz parafii Świętej Trójcy, ks. Aleksander Subbotin, wyjechał w 1945 do ZSRR. Aresztowany w Odessie, został zamordowany przez NKWD.
Po wojnie pocerkiewna posesja wraz z ruinami świątyni została mimo zabiegów Cerkwi prawosławnej upaństwowiona. Odbudowano frontową kamienicę, którą przeznaczono na cele mieszkalne i usługowe, natomiast gruzy kaplicy w podwórzu zniwelowano. W 1998 Cerkiew prawosławna w Polsce podjęła starania o zwrot posesji i znajdującego się na niej budynku. Starostwo warszawskie przekazało Kościołowi Prawosławnemu posesję i kamienicę przy ulicy Podwale 5 z dniem 1 marca 2002. Na parterze kamienicy urządzono ponownie cerkiew. Nowy ikonostas powstał w Bielsku Podlaskim, a ikony przygotowali studenci bielskiego Policealnego Studium Ikonograficznego. 25 listopada 2002 nastąpiło uroczyste poświęcenie.
W latach 2002–2012 świątynia pełniła funkcję cerkwi akademickiej. 
Od 5 lutego 2005 do marca 2006 odbywały się w niej liturgie w języku polskim, a w latach 2003–2015 raz w miesiącu odprawiane było nabożeństwo Kościoła koptyjskiego.
22 sierpnia 2018 r. świątynię odwiedził metropolita całej Ameryki i Kanady Tichon, zwierzchnik Kościoła Prawosławnego w Ameryce, a 20 września tego samego roku – patriarcha aleksandryjski Teodor II.
Z wyposażenia poprzedniej cerkwi przetrwała kopia Poczajowskiej Ikony Matki Bożej, znajdująca się obecnie w nowej kaplicy, oraz ewangeliarz w srebrnej oprawie, przechowywany w soborze św. Marii Magdaleny, odnalezione po wojnie w gruzach zburzonej świątyni. Dawna kaplica Kubickiego nie została odbudowana.
W 1965 świątynię wpisano do rejestru zabytków.